# John Hancock Hall
John Harris Hancock Hall (Portland, 4 gennaio 1781 – Moberly, 26 febbraio 1841) è stato un inventore statunitense.
Nel 1811 brevettò il fucile M1819 Hall, utilizzato dall'esercito statunitense dal 1819 al 1844. Il funzionamento si basava su un sistema a retrocarica munito di pietra focaia, in modo che fosse semplicemente caricabile dalla culatta.